# François Joseph Paul de Grasse

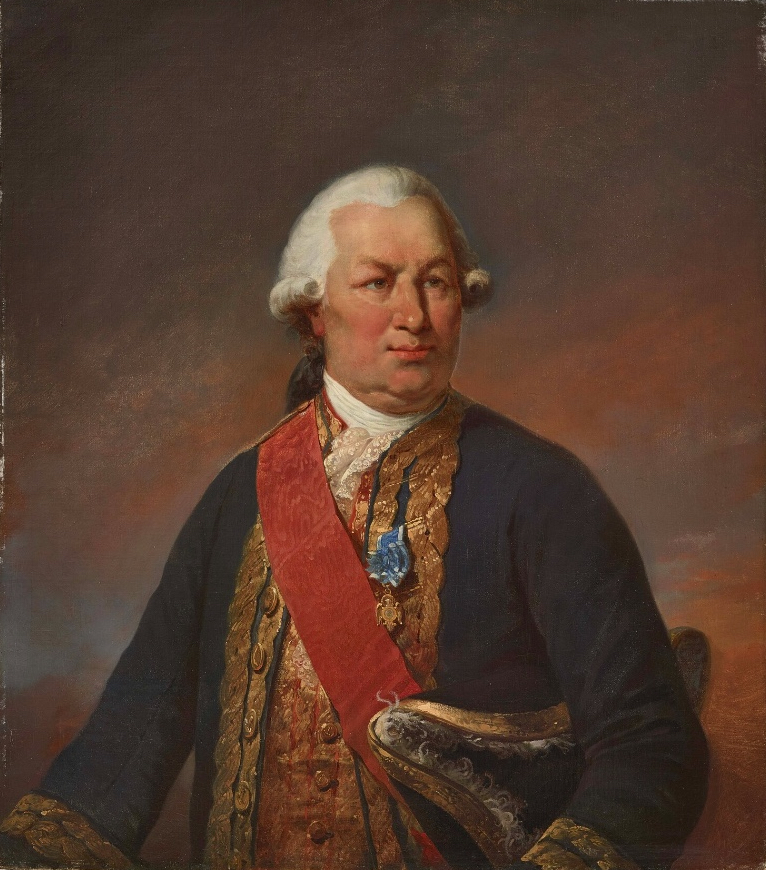
El conde de Grasse.

François Joseph Paul, marqués de Grasse Tilly y conde de Grasse, (Bar-sur-Loup, 3 de septiembre de 1722-Tilly, 11 de enero de 1788) fue un almirante francés que se enfrentó a las fuerzas británicas durante la Guerra de Independencia de los Estados Unidos (1775-83).

## Biografía
Último varón de una familia de la nobleza provenzal descendiente de los antiguos príncipes de Antibes, François Joseph de Grasse nació en el castillo familiar de Bar-sur-Loup donde pasó la mayor parte de su infancia.
A la edad de once años, en 1734, de Grasse entró en las galeras de los Caballeros de la Orden de Malta (también conocida con el nombre de La Religión), como paje del Gran Maestre. En muchas viejas familias provenzales era tradición enviar a sus hijos menores a que sirvieran en los navíos de la Orden. Pero en 1740, luego de seis años de aprendizaje marcados por viajes en las galeras de La Religión, de Grasse eligió entrar al servicio del Rey de Francia. De hecho, efectuará toda su carrera en "la Royale" es decir, "la Real", nombre usual de la marina monárquica. En 1754, fue promovido a teniente de navío y obtuvo en 1762 su primer comando, el de la Prothée.
Poco después de que Francia y América unieran sus fuerzas en la Guerra de la Independencia, fue enviado a América como comandante de una escuadra. En 1779-80 luchó contra los ingleses frente a las Indias Occidentales. En 1781 fue ascendido al rango de almirante y consiguió derrotar al almirante Samuel Hood y tomar Tobago. Cuando el comandante estadounidense George Washington y el general francés el conde de Rochambeau decidieron marchar a Virginia para unir fuerzas con el ejército del marqués de Lafayette contra el comandante británico Lord Cornwallis, Washington solicitó la cooperación de la flota de De Grasse. Así pues, De Grasse navegó desde las Indias Occidentales hasta el río Chesapeake, donde se le unió una flota al mando del conde de Barras. Una fuerza británica al mando del almirante Thomas Graves intentó evitar esta coyuntura enfrentándose a la flota de De Grasse cuando llegó a la bahía de Chesapeake, pero no tuvo éxito. La supremacía naval francesa en las aguas de Yorktown fue decisiva para el éxito del asedio de esa ciudad (Batalla de Yorktown, 1781).

## Guerra de la independencia de los Estados Unidos
En 1776 comienza la guerra de la independencia de los Estados Unidos de América. Francia decidió intervenir del lado de los Insurgentes, por lo que sus escuadras y las británicas se enfrentaron para obtener el dominio de los mares. 
En la primera batalla de Ouessant (o en inglés "Ushant"), del 23 al 27 de julio de 1778, el conde de Grasse actúa como comandante de división, en Le Robuste, bajo las órdenes del conde d'Orvilliers. En 1779, se une a la flota del almirante Charles Henri, conde d'Estaing en las Antillas. Vicealmirante en esos años, se distingue en las batallas de la Dominica y de Santa Lucía, en 1780 y de Tobago en 1781. Participa en la toma de la isla de Grenade y toma parte en los tres combates de la batalla de Martinica, contra el almirante George Brydges Rodney, junto al conde de Guichen.

## Batalla de la Bahía de Chesapeake(o de los Cabos de Virginia o de los Cabos)

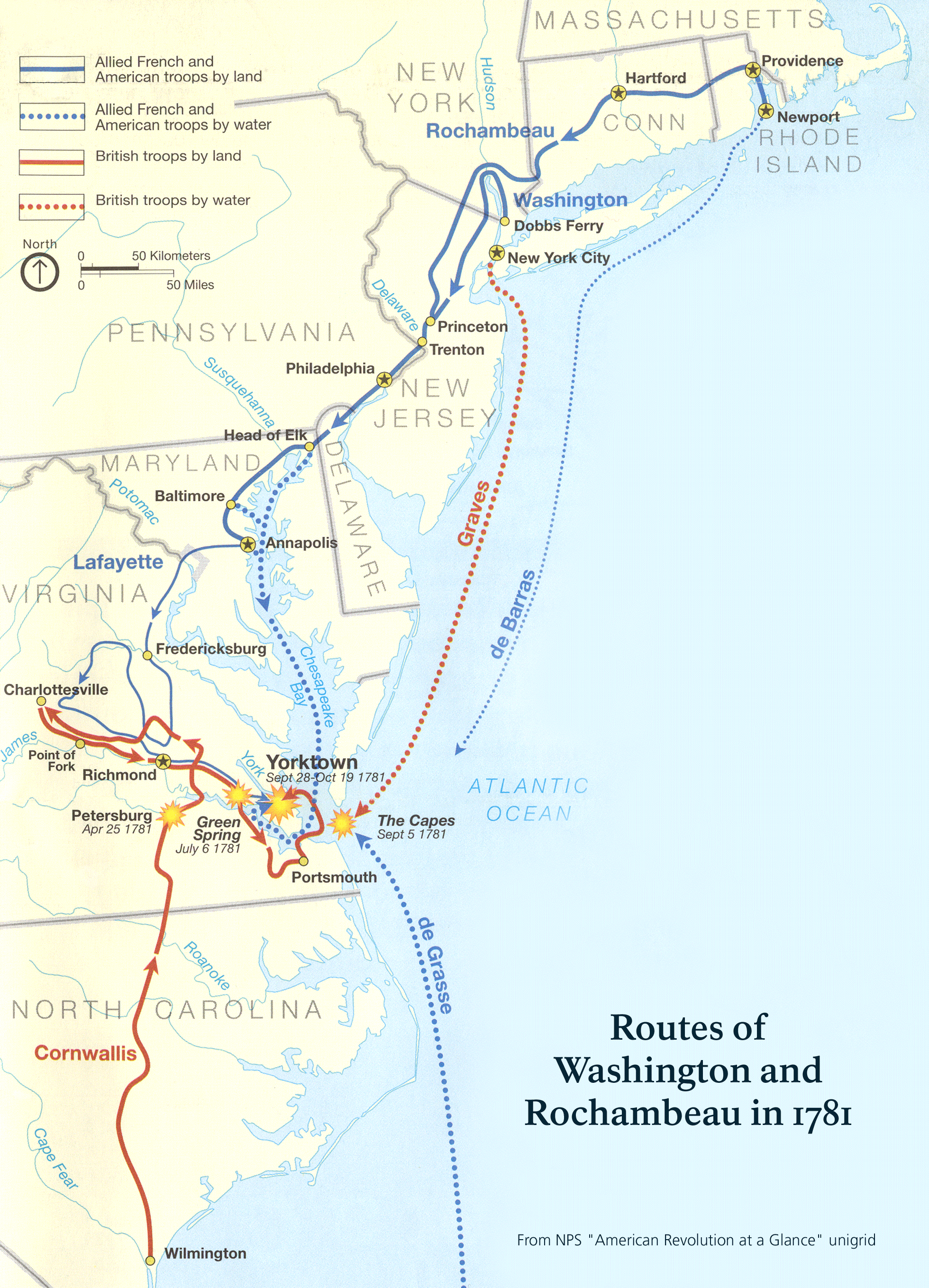
Operaciones militares que condujeron a la batalla final por la independencia de los EE. UU.

Tras obtener tanto la ayuda financiera como militar compuesta por una flota española que defendiera Santo Domingo en su ausencia, en cumplimiento de los acuerdos obtenidos con el Comisionado español Francisco de Saavedra, de Grasse pudo por fin partir a bordo del Ville-de-Paris, llevando un ejército de 3.000 hombres a las órdenes del marqués de Saint-Simon en ayuda de Washington y de Rochambeau y los desembarca en Virginia. 
Poco después obtiene una victoria estratégica sobre la flota británica en la Batalla de la Bahía de Chesapeake el 5 de septiembre de 1781. Luego de un furioso encuentro de tres horas y cuando ambas flotas se estaban alejando de la bahía de Chesapeake y perdiéndose de vista entre sí, de Grasse -manteniendo su insignia en el Ville de Paris y teniendo como segundo a Louis-Philippe de Vaudreuil en el Spectre- ordenó a su fuerza naval retornar a la bahía donde estaban las tropas que debía proteger, esperando al mismo tiempo reunirse con la flota del conde de Barras, que debía llegar desde el norte, de Newport. Esta flota combinada superó en número a la británica y dio a los franceses el control de la bahía de Chesapeake, que los británicos decidieron no atacar. Como resultado de estas acciones el ejército inglés de Lord Cornwallis quedó privado de refuerzos y de provisiones, lo que llevó al Sitio de Yorktown y a su rendición.

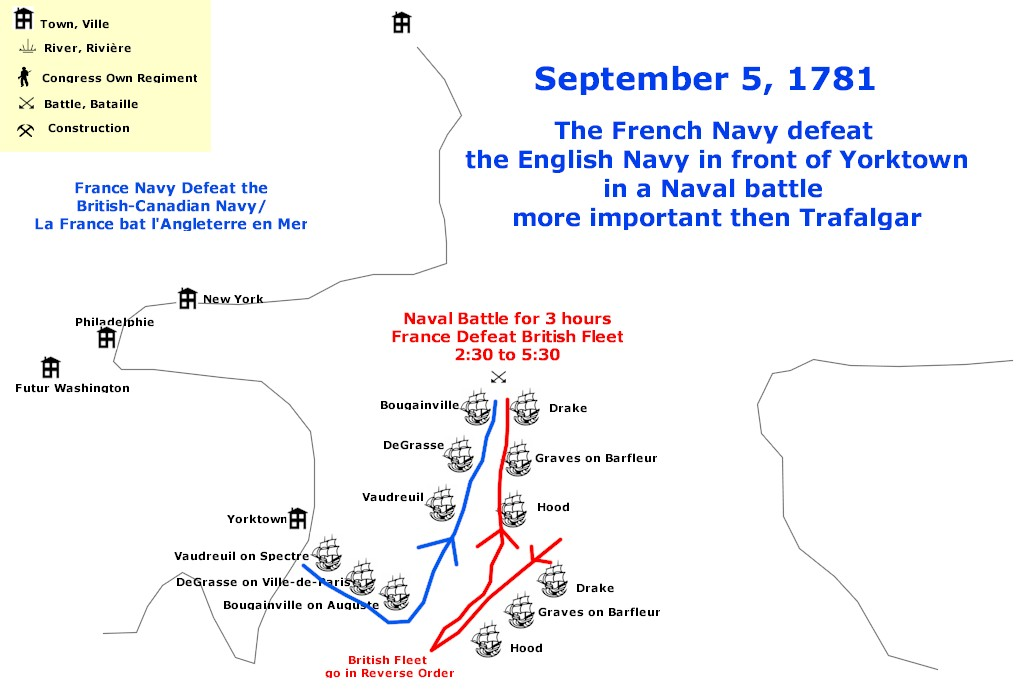
La marina francesa obtiene una victoria estratégica sobre los ingleses.

## Batalla de las islas Saintes
Fue menos afortunado en el combate de Saint Kitts, donde fue derrotado por el almirante Hood. Poco después, en abril de 1782, abandonado por su subordinado Bougainville, es vencido y hecho prisionero por el almirante George Brydges Rodney en la batalla de las Saintes. Unos meses más tarde regresa a Francia, publica una Memoria justificativa y, en 1784, es sobreseído por una corte marcial.

## El castillo de Tilly

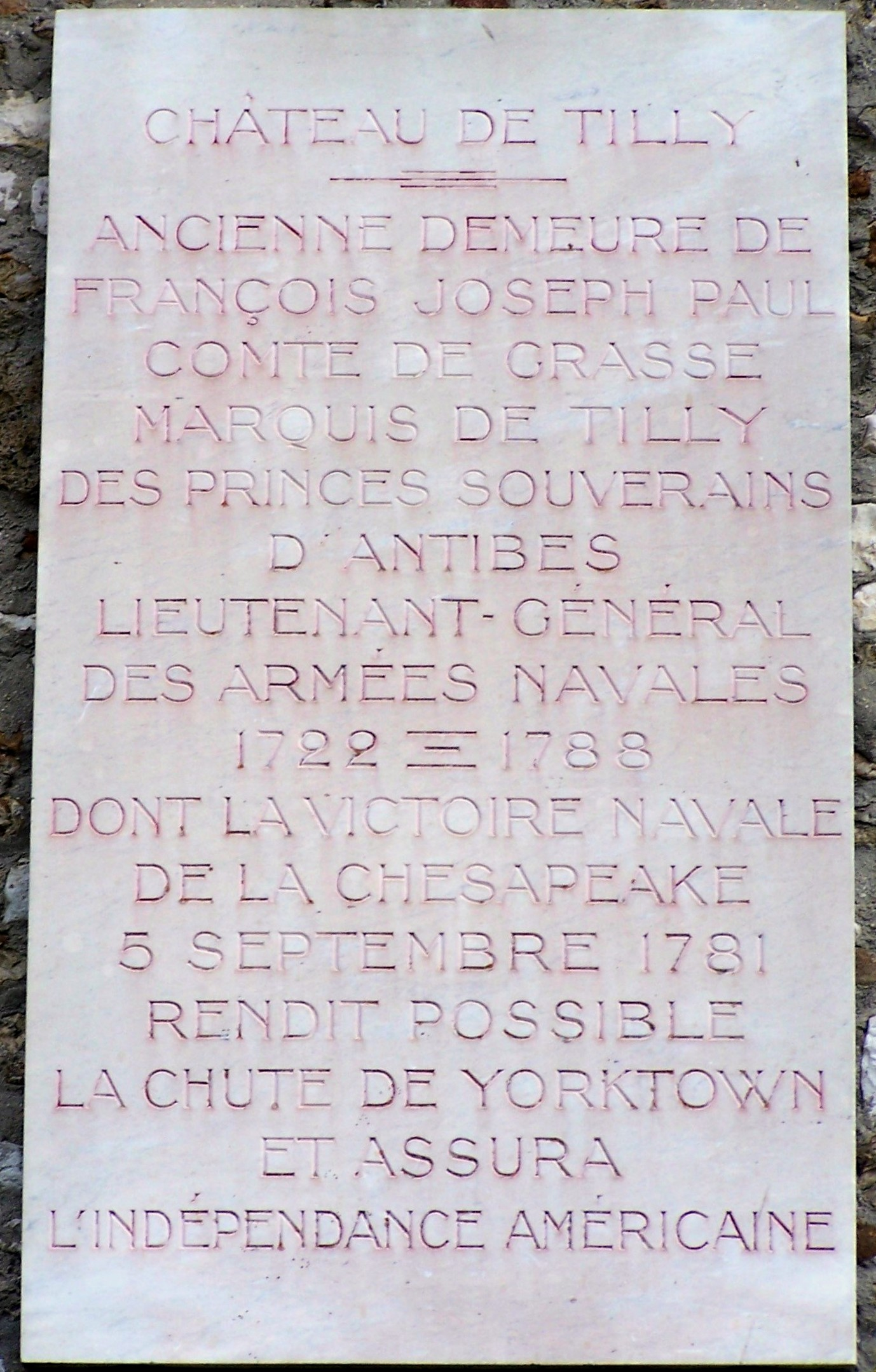
Placa conmemorativa en el castillo de Tilly.

El contralmirante de Grasse muere el 11 de enero de 1788 en su castillo de Tilly (a veinte kilómetros al sudoeste de Mantes-la-Jolie, en Yvelines) y es inhumado el 16 de enero de 1788 en la iglesia de Saint-Roch, en la calle Saint-Honoré de París (Ier. distrito). Su corazón fue transferido a Tilly, en el área del coro de la iglesia parroquial y posteriormente, en 1923, a la tumba de su esposa.

## Publicaciones
Memoria del conde de Grasse sobre el combate naval del 12 de abril de 1782, con los planos de las posiciones principales de las respectivas armadas. (en francés).1782 
Su hijo Alexandre de Grasse publicó una "Noticia biográfica" sobre el almirante conde de Grasse sobre la base de los documentos inéditos en 1840. 

## Homenajes

### Memorial
En el Cape Henry Memorial, en Fort Story, en la localidad de Virginia Beach, se encuentra un monumento que celebra el papel del almirante de Grasse y de los marinos franceses que ayudaron a los Estados Unidos a conquistar su independencia en la batalla de la bahía de Chesapeake haciendo posible la victoria de Yorktown.
En la localidad de Grasse (Alpes Marítimos, Francia) se erigió una estatua que conmemora al Almirante de Grasse, en la plaza del Paseo Honoré Cresp. El pedestal de la estatua lleva una cita de George Washington: «Usted ha sido el árbitro de la guerra.»
En París hay un monumento a la memoria del Almirante de Grasse en el Boulevard Delessert, en los jardines del Trocadéro. Ese monumento es obra del escultor Paul Landowski y fue ofrecido a la ciudad de París por un americano, el señor Kingsley Macomber. Fue inaugurado en 1931.

### Navíos
Dos navíos de la marina francesa han llevado su nombre:
- El crucero De Grasse (1939-1974).
- La fragata De Grasse.

Tres buques de la marina norteamericana también han llevado su nombre:
- El USS Comte de Grasse (DD-974) (1978-1998)
- El USS De Grasse (AP-164/AK-223) (1943-1946)
- El USS De Grasse (ID-1217) (1918).

### Los cañones ingleses

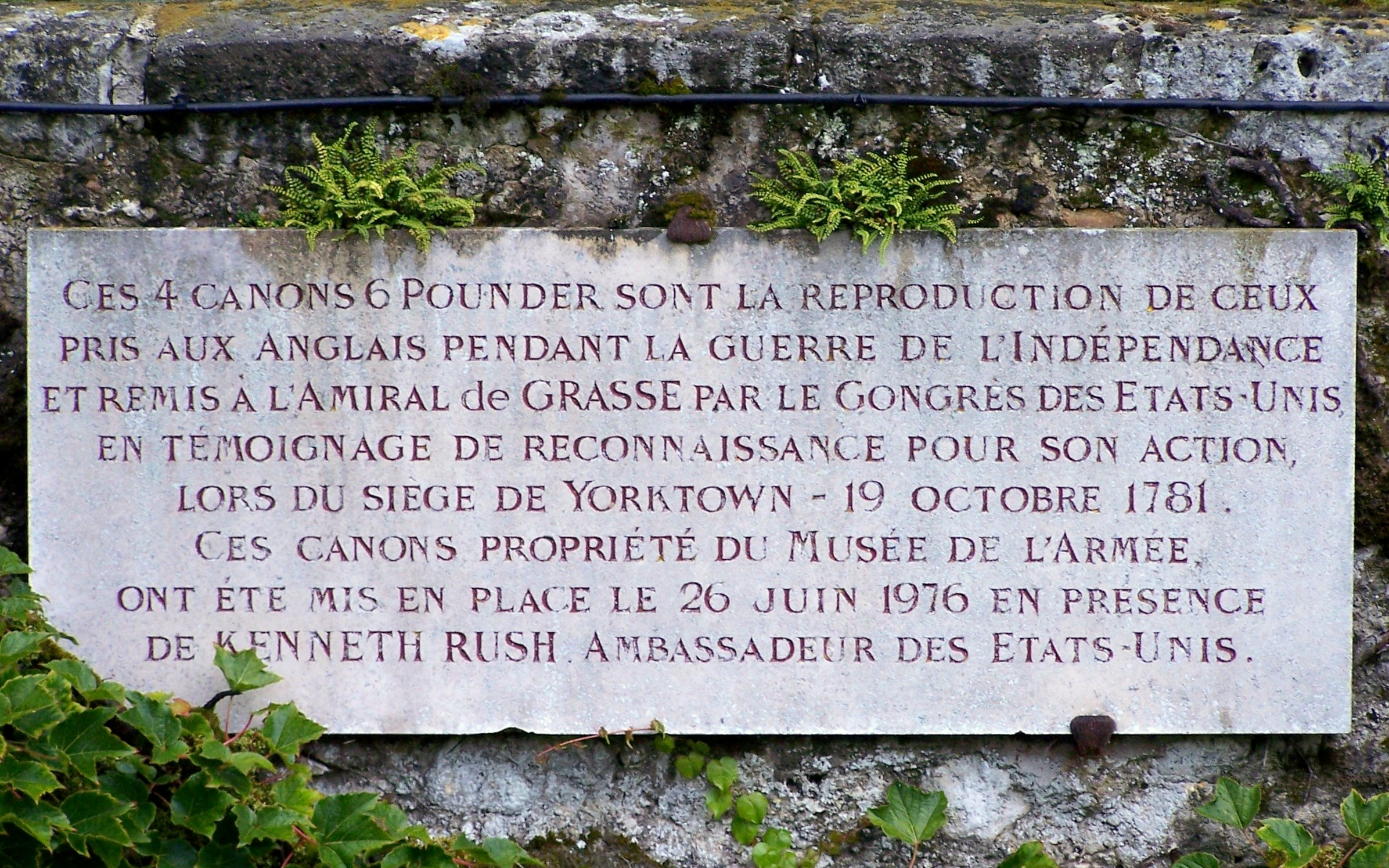
Placa referente a los cañones británicos obsequiados a de Grasse por los EE. UU.

El Congreso de los Estados Unidos ofreció al almirante de Grasse cuatro cañones "6 Pounder" (que disparaban proyectiles de seis libras) tomados a los ingleses durante el sitio de Yorktown. Están instalados apuntando a cuatro aberturas en la reja del castillo de Tilly. Los cañones originales, sin embargo, fueron fundidos durante la Revolución Francesa. Se instalaron reproducciones en julio de 1976 para el bicentenario de la Independencia de los Estados Unidos.
La placa conmemorativa afirma: «Estos 4 cañones de seis libras son reproducción de los tomados a los ingleses durante la guerra de la independencia y obsequiados al Almirante de Grasse por el Congreso de los Estados Unidos en testimonio de reconocimiento por su acción en el sitio de Yorktown, el 15 de octubre de 1781. Estos cañones, propiedad del Museo del Ejército, han sido emplazados aquí el 26 de junio de 1976 en presencia de Kenneth Rush, embajador de los Estados Unidos.»